# Finnische Badmintonmeisterschaft
Finnische Meisterschaften im Badminton werden seit 1955 ausgetragen. Ein Jahr später starteten die Juniorentitelkämpfe, zwei Jahre später die Mannschaftstitelkämpfe. Deutlich später, 1990, begannen auch internationale Titelkämpfe.

## Die Titelträger
| Saison | Herreneinzel        | Dameneinzel              | Herrendoppel                           | Damendoppel                                | Mixed                                         |
| ------ | ------------------- | ------------------------ | -------------------------------------- | ------------------------------------------ | --------------------------------------------- |
| 1955   | Lars Palmén         | Inger Gerkman            | Lars Palmén Harry Troupp               | nicht ausgetragen                          | nicht ausgetragen                             |
| 1956   | Lars Palmén         | Terttu Weckström         | Lars Palmén Harry Troupp               | nicht ausgetragen                          | Lars Palmén Anne-Marie Palmén                 |
| 1957   | Lars Palmén         | Terttu Weckström         | Lars Palmén Stig Wassenius             | nicht ausgetragen                          | Lars Palmén Anne-Marie Palmén                 |
| 1958   | Kaj Lindfors        | Terttu Weckström         | Kaj Lindfors Harry Sarén               | nicht ausgetragen                          | Kaj Lindfors Margareta Frederiksen            |
| 1959   | Kaj Lindfors        | Maritta Petrell          | Lars Palmén Kaj Österberg              | nicht ausgetragen                          | Harry Sarén Myra Dammert                      |
| 1960   | Kaj Lindfors        | Maritta Petrell          | Lars Palmén Kaj Österberg              | nicht ausgetragen                          | Kaj Lindfors Ann-Louise von Essen             |
| 1961   | Kaj Lindfors        | Maritta Petrell          | Kaj Lindfors Harry Sarén               | Maritta Petrell Lisbeth Baumgartner        | Kaj Lindfors Ann-Louise von Essen             |
| 1962   | Kaj Lindfors        | Maritta Petrell          | Kaj Lindfors Kaj Österberg             | Maritta Petrell Lisbeth Baumgartner        | Kaj Lindfors Ann-Louise von Essen             |
| 1963   | Bengt Söderberg     | Maritta Petrell          | Bengt Söderberg Mårten Segercrantz     | Maritta Petrell Sanni Jaakkola             | Mårten Segercrantz Lisbeth Baumgartner        |
| 1964   | Bengt Söderberg     | Maritta Petrell          | Bengt Söderberg Mårten Segercrantz     | Maritta Petrell Inger Gerkman              | Mårten Segercrantz Ann-Louise von Essen       |
| 1965   | Rainer Brander      | Maritta Petrell          | Bengt Söderberg Mårten Segercrantz     | Maritta Petrell Terttu Weckström           | Mårten Segercrantz Lisbeth Baumgartner        |
| 1966   | Rainer Brander      | Maritta Renqvist         | Eero Läikkö Mårten Segercrantz         | Wiola Hästbacka Ann Christine Tengström    | Mårten Segercrantz Ann-Louise von Essen       |
| 1967   | Mårten Segercrantz  | Wiola Hästbacka          | Bengt Söderberg Mårten Segercrantz     | Wiola Hästbacka Ann Christine Tengström    | Carl Johan Godenhjelm Ann Christine Tengström |
| 1968   | Reiner Brander      | Wiola Renholm            | Bengt Söderberg Mårten Segercrantz     | Wiola Renholm Ann Christine Tengström      | Eero Läikkö Wiola Renholm                     |
| 1969   | Mårten Segercrantz  | Wiola Renholm            | Bengt Söderberg Mårten Segercrantz     | Bodil Valtonen Ann-Louise Wiklund          | Eero Läikkö Wiola Renholm                     |
| 1970   | Eero Läikkö         | Sylvi Jormanainen        | Dick Monthén Jouko Degerth             | Bodil Valtonen Sylvi Jormanainen           | Mårten Segercrantz Sylvi Jormanainen          |
| 1971   | Lars-Henrik Nybergh | Sylvi Jormanainen        | Eero Läikkö Carl Johan Godenhjelm      | Bodil Valtonen Sylvi Jormanainen           | Eero Läikkö Wiola Renholm                     |
| 1972   | Lars-Henrik Nybergh | Ann-Louise Wiklund       | Eero Läikkö Carl Johan Godenhjelm      | Christine Dahlberg Ann Christine Damström  | Jouko Degerth Christine Dahlberg              |
| 1973   | Jouko Degerth       | Wiola Renholm            | Lars-Henrik Nybergh Carl-Johan Nybergh | Maarit Jaakkola Sylvi Jormanainen          | Eero Läikkö Wiola Renholm                     |
| 1974   | Lars-Henrik Nybergh | Sylvi Jormanainen        | Eero Läikkö Mårten Segercrantz         | Maarit Jaakkola Sylvi Jormanainen          | Jouko Degerth Christiane Falenius             |
| 1975   | Lars-Henrik Nybergh | Sylvi Jormanainen        | Jouko Degerth Mårten Segercrantz       | Maarit Jaakkola Sylvi Jormanainen          | Jouko Degerth Christiane Falenius             |
| 1976   | Lars-Henrik Nybergh | Raija Koivisto           | Lars-Henrik Nybergh Carl-Johan Nybergh | Maarit Jaakkola Sylvi Jormanainen          | Jouko Degerth Wiola Renholm                   |
| 1977   | Lars-Henrik Nybergh | Raija Koivisto           | Lars-Henrik Nybergh Carl-Johan Nybergh | Maarit Jaakkola Sylvi Jormanainen          | Lars-Henrik Nybergh Gun Hasselström           |
| 1978   | Lars-Henrik Nybergh | Raija Koivisto           | Lars-Henrik Nybergh Thomas Westerholm  | Wiola Renholm Peggy Falcken                | Jouko Degerth Wiola Renholm                   |
| 1979   | Jouko Degerth       | Wiola Renholm            | Jouko Degerth Martti Suokari           | Kristiina Tainio Tiina Partio              | Jouko Degerth Kristiina Tainio                |
| 1980   | Lars-Henrik Nybergh | Kristiina Tainio         | Jouko Degerth Ronald von Hertzen       | Kristiina Tainio Tiina Partio              | Heikki Holvikari Wiola Renholm                |
| 1981   | Tony Tuominen       | Sara Ussher              | Lars-Henrik Nybergh Thomas Westerholm  | Kristiina Tainio Tiina Partio              | Peter Hammer Jaana Ellilä                     |
| 1982   | Tony Tuominen       | Jaana Ellilä             | Jouko Degerth Heikki Holvikari         | Tarja Knuuttila Petra Knuuttila            | Jouko Degerth Wiola Renholm                   |
| 1983   | Heikki Holvikari    | Jaana Ellilä             | Tony Tuominen Pekka Sarasjärvi         | Peggy Hintze Johanna Segercrantz           | Tony Tuominen Wiola Renholm                   |
| 1984   | Thomas Westerholm   | Jaana Ellilä             | Tony Tuominen Pekka Sarasjärvi         | Kristiina Tainio Pirjo Teräväinen          | Mika Heinonen Susanna Dahlberg                |
| 1985   | Heikki Holvikari    | Pia Pajunen              | Jouko Degerth Thomas Westerholm        | Pia Pajunen Nina Sundberg                  | Lasse Lindelöf Ulrika von Pfaler              |
| 1986   | Tony Tuominen       | Pia Pajunen              | Tony Tuominen Mika Heinonen            | Christina von Pfaler Ulrika von Pfaler     | Lasse Lindelöf Ulrika von Pfaler              |
| 1987   | Pontus Jäntti       | Nina Sundberg            | Pontus Jäntti Lasse Lindelöf           | Ulrika von Pfaler Kristiina Tainio         | Lasse Lindelöf Ulrika von Pfaler              |
| 1988   | Pontus Jäntti       | Nina Sundberg            | Tony Tuominen Mika Heinonen            | Ulrika von Pfaler Kristiina Tainio-Pesonen | Mika Heinonen Nina Sundberg                   |
| 1989   | Pontus Jäntti       | Kristiina Tainio-Pesonen | Tony Tuominen Mika Heinonen            | Ulrika von Pfaler Kristiina Tainio-Pesonen | Mika Heinonen Ulrika von Pfaler               |
| 1990   | Pontus Jäntti       | Kristiina Tainio-Pesonen | Ronald von Hertzen Robert Liljequist   | Ulrika von Pfaler Kristiina Tainio-Pesonen | Mika Heinonen Pia Pajunen                     |
| 1991   | Pontus Jäntti       | Susanna Dahlberg         | Tony Tuominen Mika Heinonen            | Christina von Pfaler Ulrika von Pfaler     | Mika Heinonen Ulrika von Pfaler               |
| 1992   | Pontus Jäntti       | Nina Sundberg            | Robert Liljequist Tony Tuominen        | Christina von Pfaler Nina Sundberg         | Lasse Lindelöf Ulrika von Pfaler              |
| 1993   | Pontus Jäntti       | Nina Sundberg            | Pekka Sarasjärvi Tony Tuominen         | Christina von Pfaler Susanna Rauhanen      | Pekka Sarasjärvi Ulrika von Pfaler            |
| 1994   | Robert Liljequist   | Nina Sundberg            | Jyri Aalto Jari Eriksson               | Nina Sundberg Sara Ussher                  | Edvard Björkenheim Nina Sarnesto              |
| 1995   | Robert Liljequist   | Nina Sarnesto            | Tony Tuominen Mikael Segercrantz       | Nina Sarnesto Emmi Heikkinen               | Jyri Aalto Nina Sarnesto                      |
| 1996   | Robert Liljequist   | Anu Weckström            | Tony Tuominen Mikael Segercrantz       | Malin Virta Nadja Hämäläinen               | Mikael Segercrantz Emmi Heikkinen             |
| 1997   | Robert Liljequist   | Anu Weckström            | Mikael Segercrantz Lasse Lindelöf      | Katja Närkiö Nadja Hämäläinen              | Tony Tuominen Leena Löytömäki                 |
| 1998   | Pontus Jäntti       | Anu Weckström            | Ilkka Nyqvist Ville Kinnunen           | Marjaana Moilanen Malin Virta              | Jyri Aalto Nina Sarnesto                      |
| 1999   | Jyri Aalto          | Anu Weckström            | Ville Kinnunen Ilkka Nyqvist           | Anu Weckström Nina Weckström               | Mikka Franstick Marjaana Moilanen             |
| 2000   | Jyri Aalto          | Anu Weckström            | Ilkka Nyqvist Antti Viitikko           | Anu Weckström Nina Weckström               | Kasperi Salo Anu Weckström                    |
| 2001   | Jyri Aalto          | Anu Weckström            | Antti Viitikko Alexander Böök          | Anu Weckström Nina Weckström               | Tuomas Karhula Nina Sarnesto                  |
| 2002   | Kasperi Salo        | Anu Weckström            | Antti Viitikko Alexander Böök          | Anu Weckström Nina Weckström               | Janne Syysjoki Anu Weckström                  |
| 2003   | Antti Viitikko      | Anu Weckström            | Petri Hyyryläinen Tuomas Karhula       | Anu Weckström Nina Weckström               | Petri Hyyryläinen Maria Väisänen              |
| 2004   | Kasperi Salo        | Anu Weckström            | Petri Hyyryläinen Alexander Böök       | Anu Weckström Nina Weckström               | Petri Hyyryläinen Maria Väisänen              |
| 2005   | Ville Lång          | Elina Väisänen           | Petri Hyyryläinen Tuomas Karhula       | Saara Hynninen Leena Löytömäki             | Tuomas Karhula Leena Löytömäki                |
| 2006   | Ville Lång          | Anu Nieminen             | Tuomas Karhula Antti Viitikko          | Anu Nieminen Nina Weckström                | Tuomas Karhula Leena Löytömäki                |
| 2007   | Ville Lång          | Anu Nieminen             | Tuomas Nuorteva Mikko Vikman           | Maria Väisänen Elina Väisänen              | Petri Hyyryläinen Sanni Rautala               |
| 2008   | Ville Lång          | Anu Nieminen             | Ilkka Nyqvist Tuomas Palmqvist         | Leena Löytömäki Saara Hynninen             | Antti Viitikko Anu Nieminen                   |
| 2009   | Ville Lång          | Nanna Vainio             | Petri Hyyryläinen Tuomas Karhula       | Leena Löytömäki Saara Hynninen             | Tuomas Nuorteva Sanni Rautala                 |
| 2010   | Ville Lång          | Nanna Vainio             | Ville Lång Mikko Vikman                | Sanni Rautala Noora Virta                  | Tuomas Nuorteva Sanni Rautala                 |
| 2011   | Ville Lång          | Nanna Vainio             | Ville Lång Mikko Vikman                | Sanni Rautala Saara Hynninen               | Anton Kaisti Jenny Nyström                    |
| 2012   | Ville Lång          | Nanna Vainio             | Eetu Heino Oskari Saarinen             | Airi Mikkelä Nanna Vainio                  | Anton Kaisti Jenny Nyström                    |
| 2013   | Ville Lång          | Sonja Pekkola            | Iikka Heino Mika Köngäs                | Mathilda Lindholm Jenny Nyström            | Anton Kaisti Jenny Nyström                    |
| 2014   | Ville Lång          | Airi Mikkelä             | Kasper Lehikoinen Marko Pyykönen       | Sonja Pekkola Sanni Rautala                | Anton Kaisti Jenny Nyström                    |
| 2015   | Anton Kaisti        | Nanna Vainio             | Marko Pyykönen Pekka Ryhänen           | Sonja Pekkola Sanni Rautala                | Henri Aarnio Jenny Nyström                    |
| 2016   | Kalle Koljonen      | Nanna Vainio             | Henri Aarnio Iikka Heino               | Sonja Pekkola Sanni Rautala                | Anton Kaisti Mathilda Lindholm                |
| 2017   | Kasper Lehikoinen   | Airi Mikkelä             | Ville Lång Pekka Ryhänen               | Sonja Pekkola Jenny Nyström                | Anton Kaisti Jenny Nyström                    |
| 2018   | Kalle Koljonen      | Airi Mikkelä             | Henri Aarnio Iikka Heino               | Sonja Pekkola Jenny Nyström                | Anton Kaisti Jenny Nyström                    |
| 2019   | Eetu Heino          | Airi Mikkelä             | Anton Kaisti Oskari Larkimo            | Sonja Pekkola Airi Mikkelä                 | Iikka Heino Jenny Nyström                     |
| 2020   | Valtteri Nieminen   | Julia Salonen            | Anton Kaisti Oskari Larkimo            | Mathilda Lindholm Jenny Nyström            | Anton Kaisti Inalotta Suutarinen              |
| 2021   | Joakim Oldorff      | Nella Nyqvist            | Miika Lahtinen Jere Övermark           | Mathilda Lindholm Jenny Nyström            | Anton Kaisti Iina Suutarinen                  |
| 2022   | Kalle Koljonen      | Nella Siilasmaa          | Tony Lindelöf Joakim Oldorff           | Mathilda Lindholm Jenny Nyström            | Anton Kaisti Iina Suutarinen                  |
| 2023   | Joakim Oldorff      | Nella Nyqvist            | Anton Kaisti Joonas Korhonen           | Nella Nyqvist Jenny Vähäsarja              | Anton Kaisti Iina Suutarinen                  |
| 2024   | Joakim Oldorff      | Nella Nyqvist            | Anton Kaisti Joonas Korhonen           | Nella Nyqvist Jenny Vähäsarja              | Anton Kaisti Iina Suutarinen                  |
| 2025   | Joakim Oldorff      | Nella Nyqvist            | Anton Kaisti Joonas Korhonen           | Nella Nyqvist Jenny Vähäsarja              | Anton Kaisti Iina Suutarinen                  |